# Coleophora meridionalis
Coleophora meridionalis é uma espécie de mariposa do gênero Coleophora pertencente à família Coleophoridae.